# Aftermath (serie televisiva)
Aftermath è una serie televisiva canadese. La prima stagione, contenente 13 episodi, è stata trasmessa per la prima volta negli Stati Uniti su Syfy e in Canada su Space. Il 12 gennaio 2017, Syfy e Space hanno cancellato la serie dopo una stagione.

## Trama
La serie è incentrata sulla famiglia Copeland, una coppia e i loro tre figli, che lottano per sopravvivere ai disastri naturali, seguiti dall'ascesa di esseri soprannaturali, per porre fine alla civiltà. I Copeland iniziano il loro viaggio da North Pasco, poi Washington e infine si dirigono verso Yakima in un camper, cercando di sopravvivere ad eventi come il tempo disastroso, umani senza scrupoli e mostri soprannaturali che vagano per la zona.

## Personaggi
- Anne Heche interpreta Karen Copeland, una pilota dell'aeronautica militare statunitense con abilità di combattimento.
- James Tupper interpreta Joshua Copeland, un professore di culture del mondo in grado di analizzare il mondo che sta cambiando.
- Levi Meaden interpreta Matt Copeland, il figlio maggiore.
- Julia Sarah Stone interpreta Dana Copeland, la gemella di Brianna.
- Taylor Hickson interpreta Brianna Copeland, gemella testarda di Dana.

## Episodi
| Stagione       | Episodi | Prima TV USA/Canada | Prima TV Italia |
| -------------- | ------- | ------------------- | --------------- |
| Prima stagione | 13      | 2016                | inedita         |

## Critica
L'A.V. Club ha criticato allo show la mancanza di sviluppo dei personaggi, sottolineando che "la famiglia Copeland - residenti a Washington che si ritrovano coinvolti in un mondo che sta cadendo a pezzi - sembra che a malapena si piacciano, per non parlare del legame familiare."